# Kamishimo

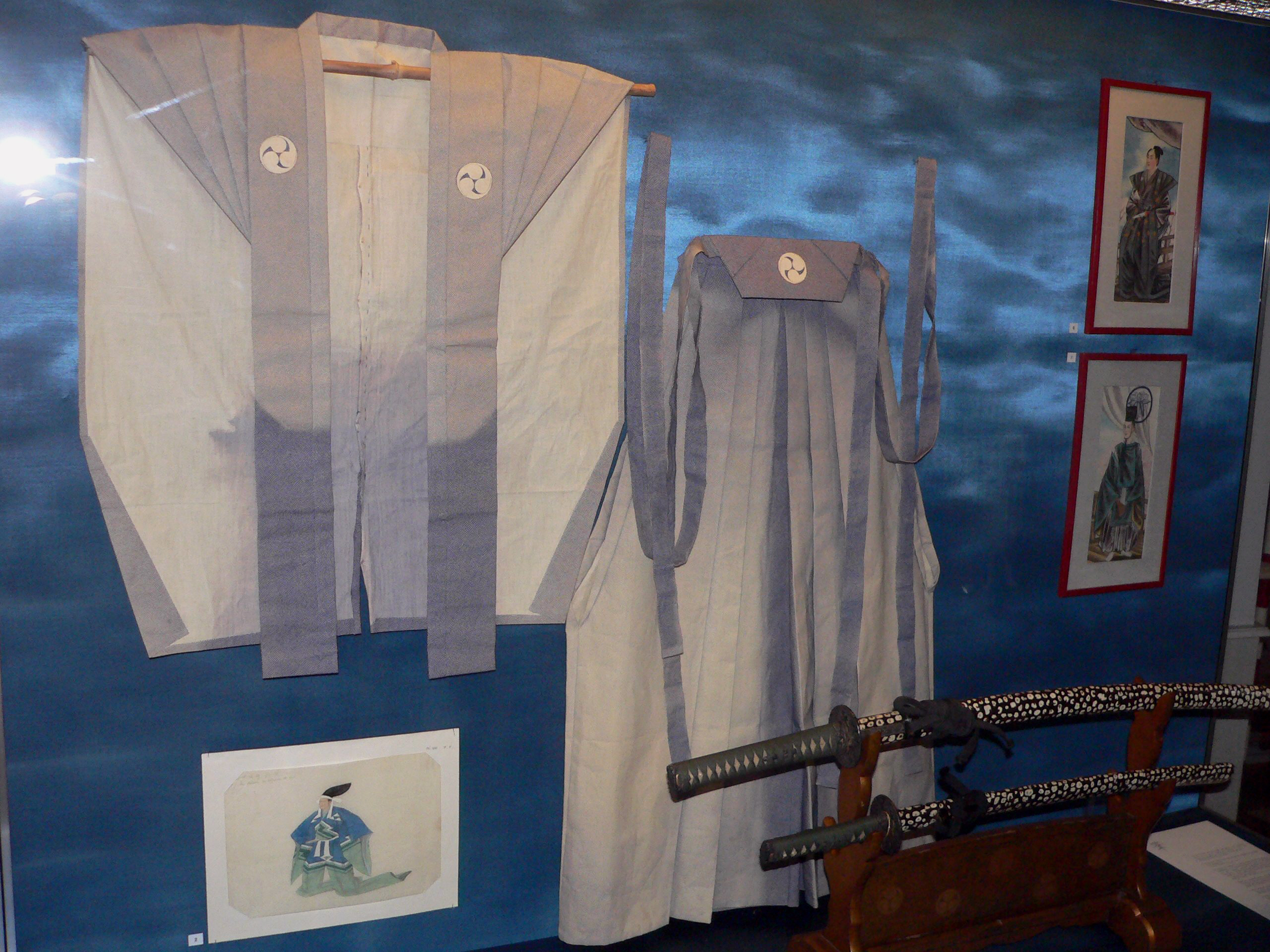
Kataginu und Hakama

Kamishimo (jap. 裃) ist eine traditionelle zweiteilige Bekleidung für Männer, die vor allem während der Edo-Zeit getragen wurde. In der Regel wurde derselbe Stoff für Kataginu (eine die Brust und Schultern stark betonende, flügelartige Weste) und Hakama verwendet. Er wird über den Kosode (einem kurzärmeligen Kimono) getragen.
Kamishimo wurde aus verschiedenen Stoffen hergestellt, unter anderem auch aus Papiertextilien.
Ursprünglich war der Kamishimo eine zeremonielle Kleidung von Samurai ohne Beamtenstellung, später wurde der Stil jedoch von Chōnin hoher sozialer Stellung kopiert. Heute wird der Kamishimo vor allem bei traditionellen Aufführungen und religiösen Festen getragen.